# Синій колір мая

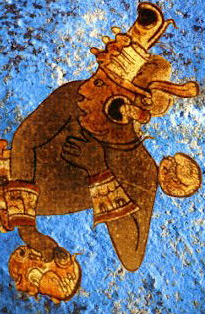
Вояк мая на синьому фоні

Синій колір мая (ісп. azul maya) — яскравий синій барвник, що розроблено і застосовано мая, починаючи з VII ст. н. е., в настінному живописі, розписі кераміки, скульптур, в кодексах, ритуальних дійствах. Застосовувався до 1860-х років.

## Характеристика
Цей колір був не просто синім, а яскравим, з пігментами бірюзового кольору. Був винайдений в період між VI і VIII ст. мая півострова Юкатан. Згодом він поширився усією Месоамерикою. Дослідники виявили присутність цього барвнику на скульптурах, фресках, в кодексах, доколумбових будовах від Мексиканської затоки до Тихого океану, насамперед в археологічних пам'ятках Ель-Тахін (часів класичної культури Веракрус), Тула (тольтеки), Теотіуакан, Тамуїн, Какаштла, Саачіла.
В центральній Мексиці застосовувався до кінця 1570-х років. Згодом поширився на Кубу, де отримав назву «гаванський синій» і використовувався з 1750 до 1860 року. Наново відкрита ця фарба була в 1931 році фахівцями Інституту Карнегі під час дослідження Храму вояків у Чичен-Іці.
Особливістю цього пігменту є висока стійкість, витривалість та міцність. Він стійкіше ніж більшість природних барвників і пігментів, зокрема до впливу віку, кислоти, вивітрювання, біохімічного розкладання і навіть сучасних хімічних розчинників.

## Створення
Тривалий час залишалися загадкою складові цього пігменту. Втім у 2009 році антропологи з коледжу Уітона (штат Іллінойс) та чиказького музею Філда, поєднавши структурний, морфологічний і біохімічний методи, виявили, як саме стародавні мая виготовляли цей пігмент. Попереднє дослідження виявило дві складових елемента — екстракт з листя рослини індиго (Indigofera suffruticosa або Indigofera guatemalensis) і рідкісний мінерал білої глини (бентонітової), відомий як палигорскіт (є алюміносилікатом магнія). Формула маянського палигорскіта (Si7.96Al0.07)O20 (Al1.59Fe3+0.20Mg2.25) (OH)2 (OH2)4Ca0.02Na0.02K0.04 4(H20). Найбільшим родовище було в околиці Ушмаля. Втім продовжуються пошуки копалень цієї глини в інших частинах області стародавніх мая.
Глина палигорськіт використовувалася в Месоамериці з давніх часів. Численні дані свідчать про те, що мая були знайомі з властивостями цієї глини, ця глина була близько пов'язана із соціокультурними аспектами культури мая. Дотепер мая на півострові Юкатан широко використовують цю глину для різних цілей — виготовляють свічки на День всіх Святих і художню кераміку, використовують в домашньому господарстві, а також застосовують як лікувальний засіб від епідемічного паротиту, шигельозу, шлункових розладів і при вагітності.
Згодом було виявлено, що копал, смола дерева, яку спалювали як фіміам, також використовувався для отримання синього кольору. Дослідники прийшли до висновку, що пігмент отримувався шляхом змішування компонентів над повільним вогнем до 100 °C.

## Значення і використання
Синій колір був позначенням усього священного і пов'язаного з ритуалами і культами. Ймовірно це пов'язано з кольором неба. Синій був символом богів і жерців. Лише жерці мали право його використовувати для розмалювання власного тіла. Крім того, жерці користувалися керамікою, розмальованою синім кольором та тканинами. У храмах стояли скульптури з синіми частинами тіла.
В іншому випадку виключення робилося для людей, яких приносили у жертву. Таких, зокрема, юкатанські мая післякласичного періоду розфарбовували в синій колір, а потім скидали в сенот. Також в цей час барвник застосовували для розмальовки керамічних виробів, які потім брали участь у ритуалах, приносили в жертву. Так, у сеноті Чичен-Іци виявлено численні речі подібного штибу. Крім того, на його дні виявлено синій осад.
Втім в часи класичного періоду синій колір використовувався у багатьох цивільних напрямках, зокрема стінному живописі, де були поширені побутові сцени за участю володарів, їх почту, знаті, вояків. З огляду на сакральний статус ахавів мая у класичний період також у синій колір розписувалися ознаки їх влади, що мали ритуальний характер: скипетр, трон.
У колоніальний час її використовували в індохристиянському мистецтві — для розмальовки фресок у церквах і монастирях. Цьому сприяли дії францисканців, домініканців та августинців.

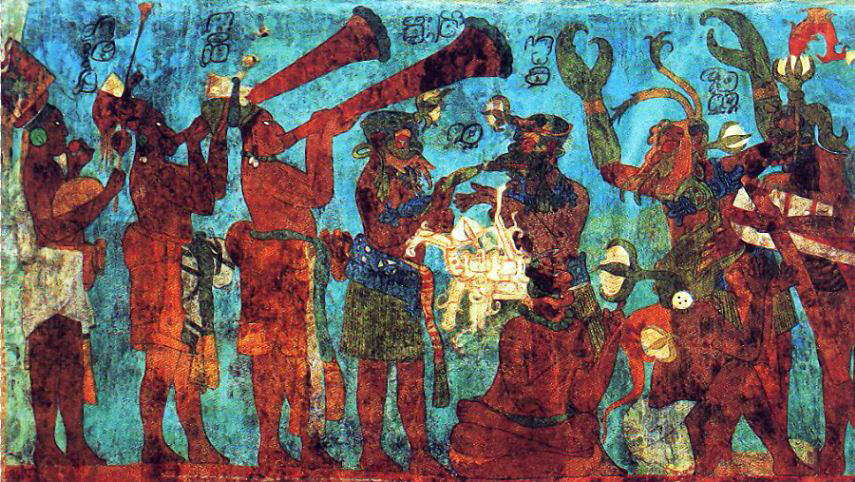
Бонампак. Класичний період
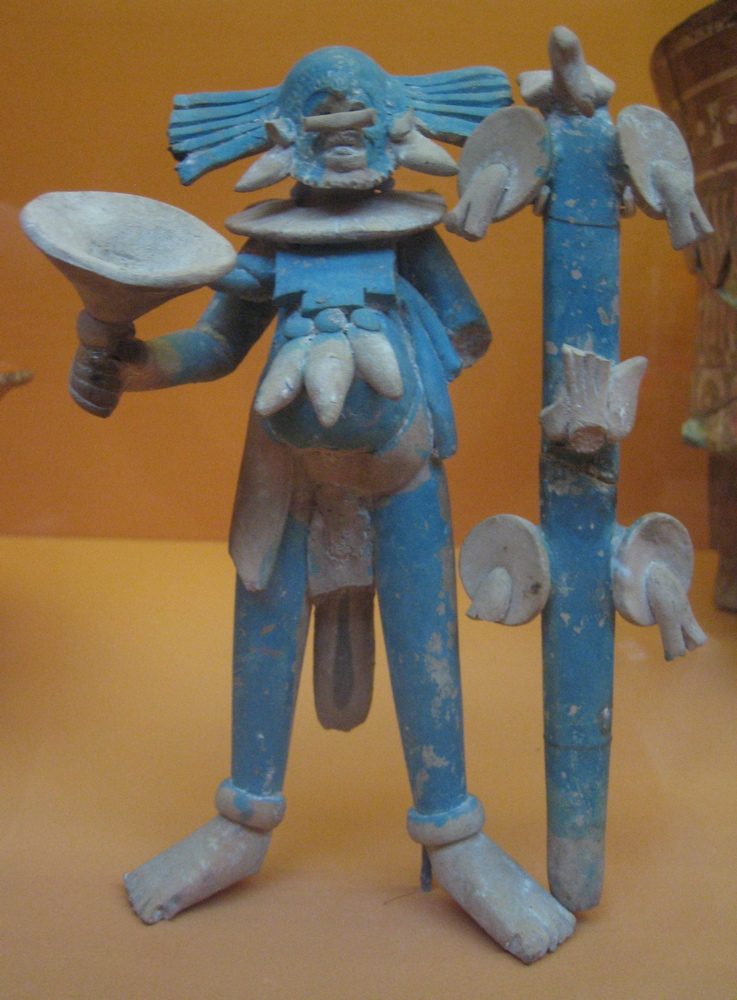
Керамічна фігура людини
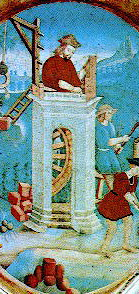
Монастир Текамачалько. Колоніальний період
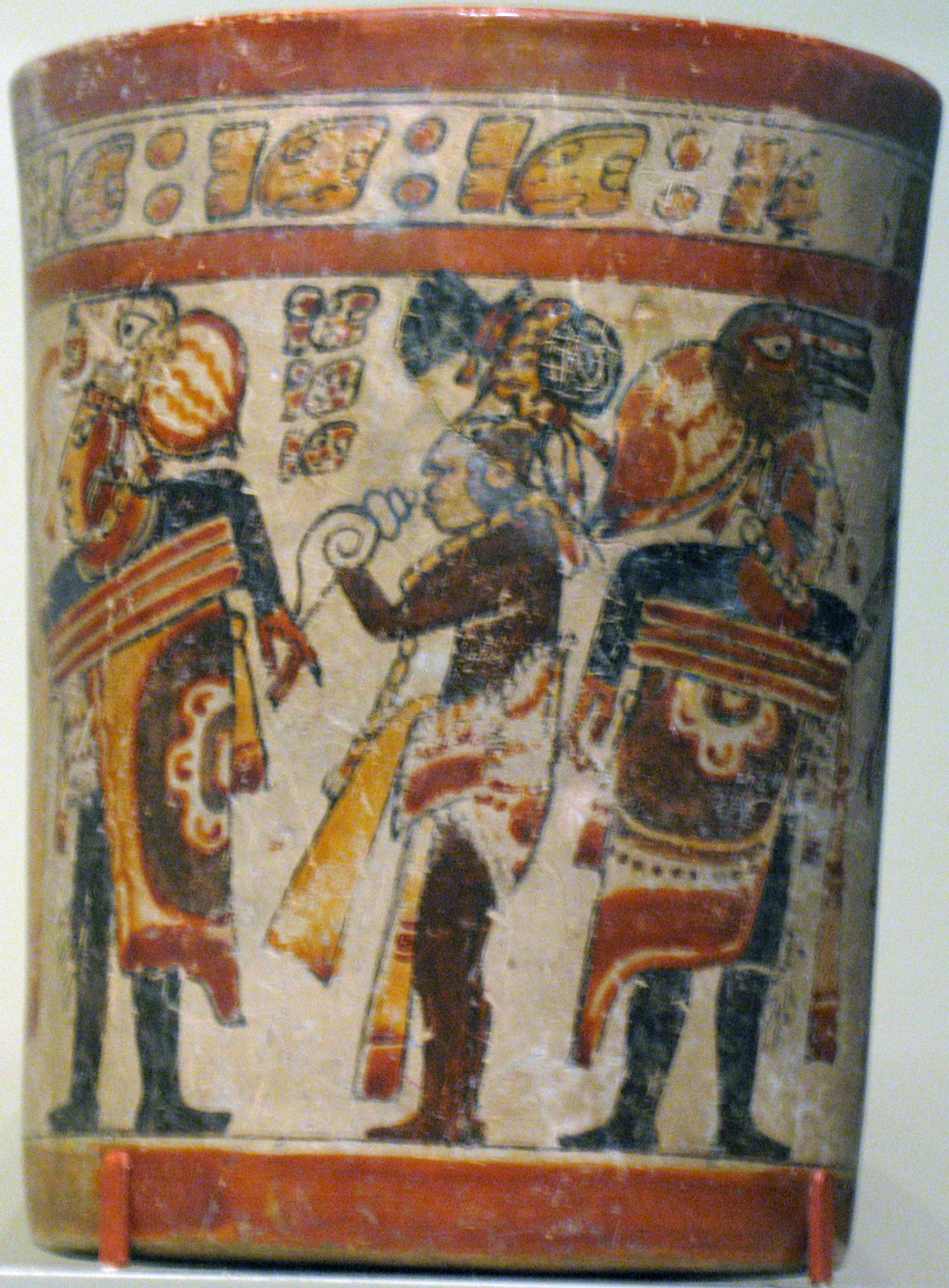
Ваза мая. Класичний період
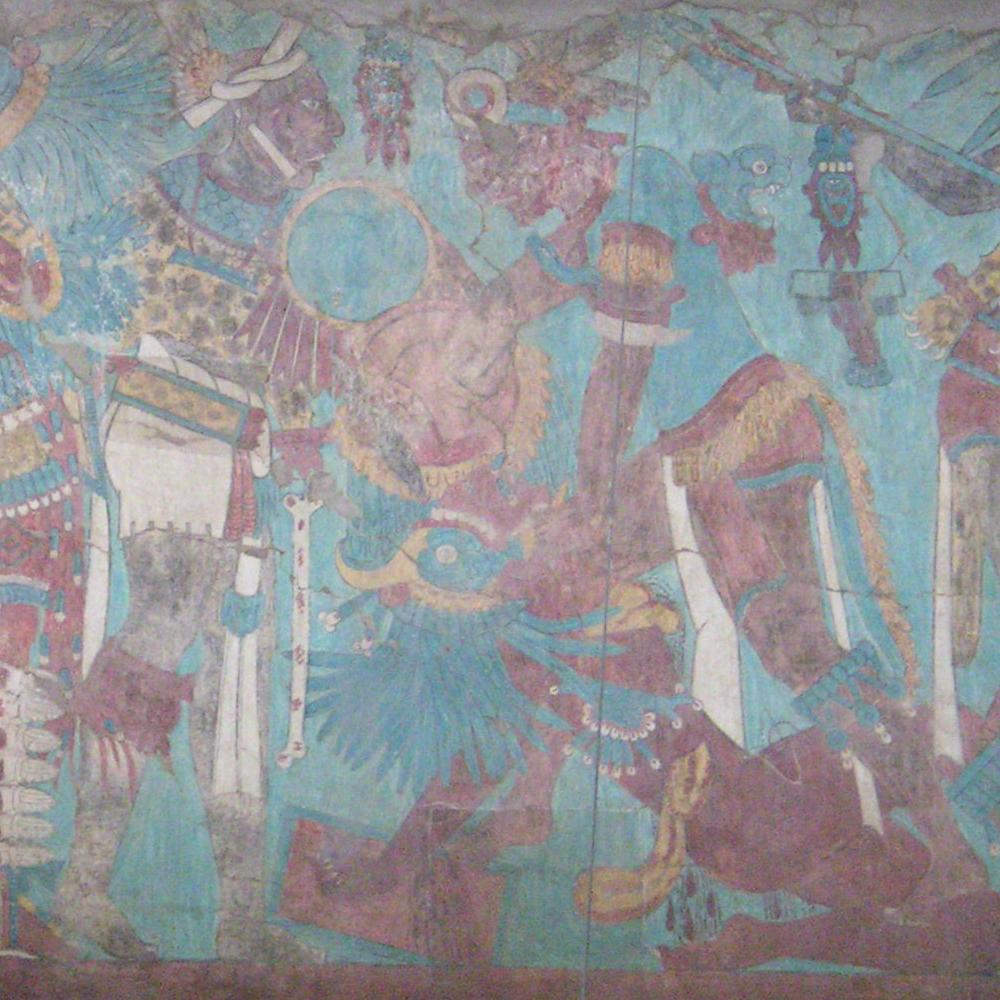
Настінний живопис. Какаштла
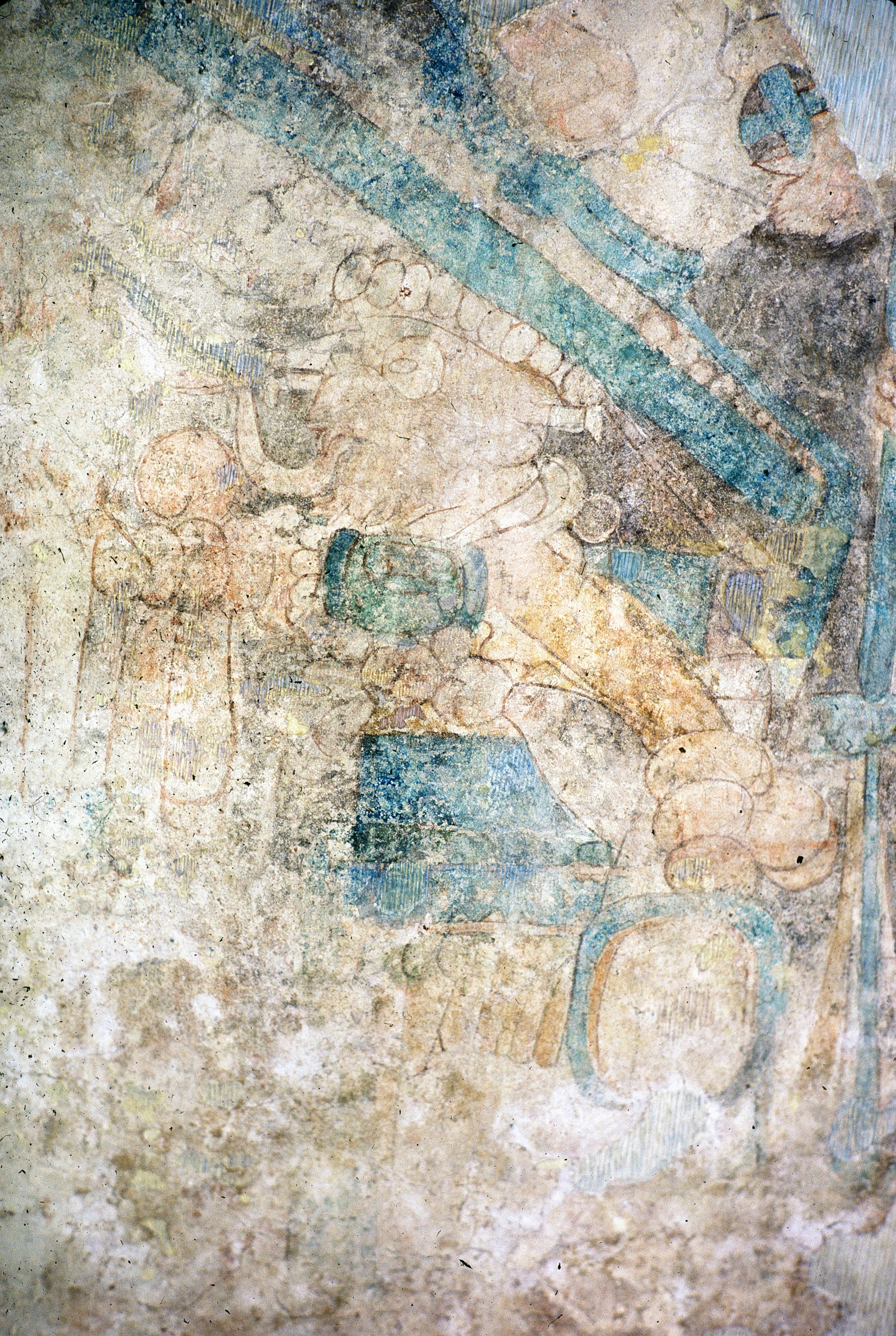
Настінний живопис. Мульчік
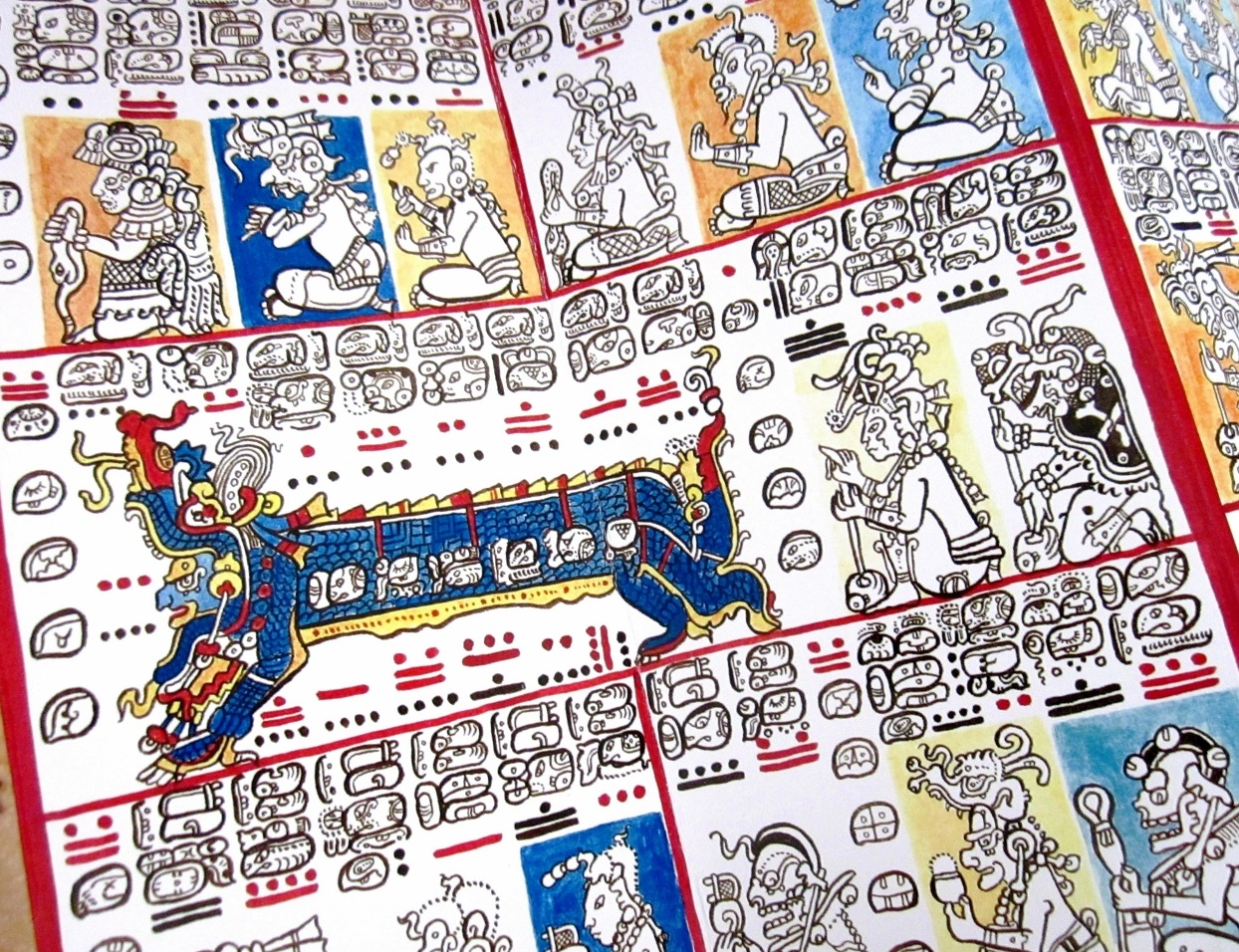
Дрезденський кодекс